# Émile Cartailhac

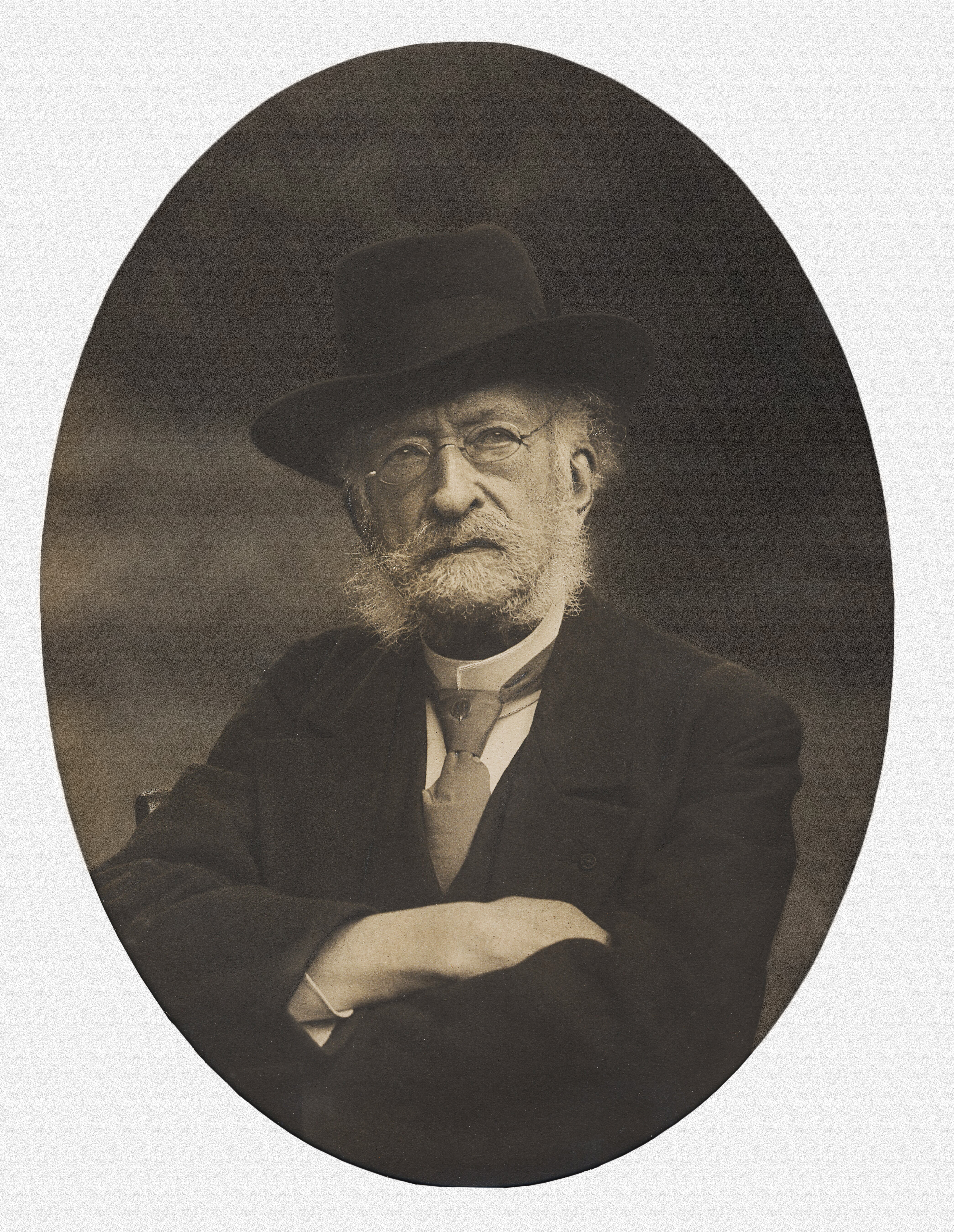
Émile Cartailhac

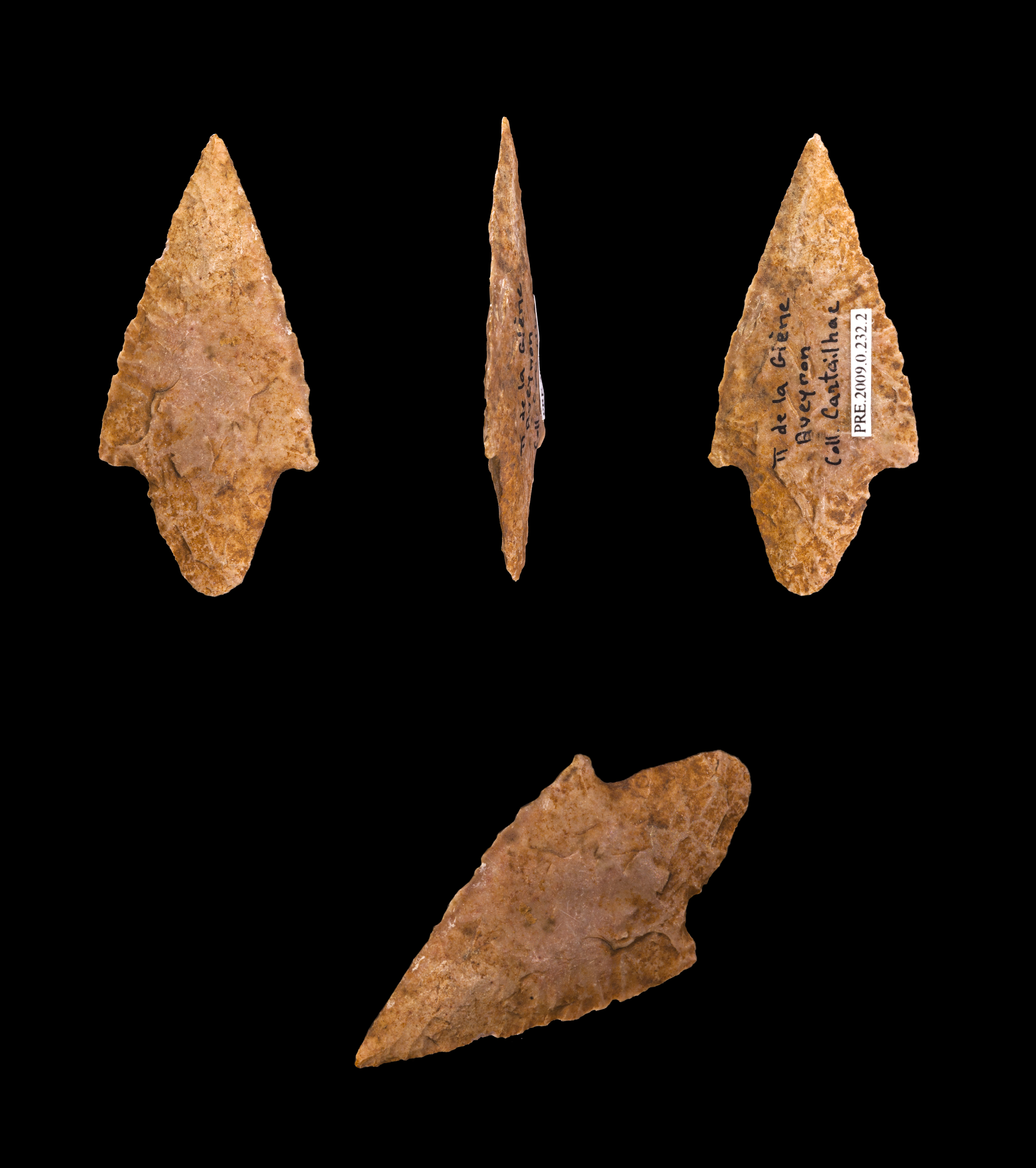
Pointe de flèche du néolithique – Muséum de Toulouse

Émile Cartailhac (* 15. Februar 1845 in Marseille; † 26. November 1921 in Genf) war ein französischer Prähistoriker. Berühmt ist sein Werk über die Höhle von Altamira (La caverne d’Altamira à Santillane près Santander (Espagne)), das er zusammen mit Henri Breuil verfasste. Er berichtete 1885 auch über die unpublizierten Grabungen von Carlos Ribeiro (1813–1882), der die ersten Felskuppelgräber (Quinta do anjo oder Casal do Pardo, bei Palmeda) in Portugal ergraben hatte, aber dann starb. Die Geological Society of London ehrte Émile Cartailhac 1915 mit der Prestwich Medal. Er war Mitbegründer des Museum Toulouse. Zusammen mit Ernest-Théodore Hamy (1842–1908) und Paul Topinard (1830–1911) war er der erste Herausgeber der Zeitschrift L’Anthropologie.

## Schriften
- Monuments primitifs des Iles Baléares. 2 Bände (Textbd. Tafelbd.). Librairie Édouard Privat, Toulouse 1892, (Digitalisat).
- Les cavernes ornées des dessins. La grotte d’Altamira, Espangne. «Mea culpa» d’un sceptique. In: L’Anthropologie. Band 13, 1902, S. 348–354.
- mit Henri Breuil: Les peintures préhistoriques de la grotte d’Altamira à Santillane (Espagne). In: Comptes rendus des séances de l’Académie des Inscriptions et Belles-lettres. Band 46, 1903, S. 256–264, (Digitalisat).